# Марина Кухар
Марина Кухар — українська телеведуча, журналістка. Ведуча телеканалу «Ми — Україна» та марафону «Єдині новини». Колишня ведуча ранкового випуску інформаційної програми «Сьогодні» на телеканалі «Україна».

## Біографія
Народилася 16 травня 1974 року в Чернівцях.
Закінчила Інститут журналістики Київського університету ім. Шевченка.
Захоплення: велоспорт, музика, література.

## Кар'єра
Кар'єру в медіагалузі розпочала у 1994 році. З 1994 по 1997 рік працювала стрингеркою у виданнях «Бізнес» та «Дзеркало тижня». З 1996 по 1997 рік працювала головною редакторкою газети «Оранта».
У 1997 році почала роботу на ТРК Студії 1+1.
- З 1997 по 2001 рік працювала журналісткою телевізійної служби новин (спеціалізація — економіка, політика і соціальні питання).
- З 2001 по 2009 рік працювала ведучою телевізійної служби новин.[1]
- З 2009 по 2010 рік працювала керівницею відділу журналістських програм.[2]

З 2010 по 2011 рік працювала на Першому національному телеканалі ведучою головного випуску новин.
У 2011 році перейшла на телеканал «Україна» як ведуча ранкового випуску інформаційної програми «События».
З 15 жовтня 2022 року — ведуча телеканалу «Ми — Україна».

## Громадська діяльність
У 2018 році долучилася до благодійного фотопроєкту «Щирі. Свята», присвяченого українському народному костюму та його популяризації. Проєкт було реалізовано зусиллями ТЦ «Домосфера», комунікаційної агенції Gres Todorchuk та Національного центру народної культури «Музей Івана Гончара». Увесь прибуток, отриманий від продажу виданих календарів, було передано на реконструкцію музею. Кожен місяць у календарі присвячено одному з традиційних українських свят, на яке вказують атрибути та елементи вбрання.